# Compañía de Moscovia

Iván IV de Rusia mostrando sus tesoros al embajador inglés Jerome Horsey (Aleksandr Litóvchenko, 1875).

La Compañía de Moscovia (del inglés: Muscovy Company) o Muscovy Trading Company; en ruso: Московская компания, fue una compañía comercial inglesa fundada en Londres en 1551, la primera gran empresa creada como una asociación por acciones —antecedente de las sociedades anónimas—, que fue precursora de un tipo de negocio que pronto florecería en Inglaterra. La Compañía de Moscovia tuvo el monopolio de comercio entre Inglaterra y Moscovia (Principado o Gran Ducado de Moscú, el nombre del estado ruso entre los siglos XIV y XVI) hasta 1698 y sobrevivió como empresa comercial hasta la Revolución rusa de 1917. Desde 1917, la compañía ha operado como una organización benéfica, aunque ahora sigue trabajando en Rusia.
Fundada en Londres en 1551 como «Ministry and Company of Merchant Adventurers for the Discovery of Regions, Dominions, Islands, and Places unknown», en 1555 recibió su carta real, cambiando el nombre a «Marchants Adventurers of England for the Discovery of Lands, Territories, Iles, Dominions and Seigniories Unknowen, and Not before that Late Adventure or Enterprise by Sea or Navigation Commonly Frequented», aunque será pronto conocida informalmente como «Muscovy Company», «Russia Company», o «Company of Merchants Trading with Russia».
Su nombre está estrechamente asociado a famosos navegantes ingleses, como Henry Hudson y William Baffin y a la búsqueda de la tan ansiada Ruta del Mar del Norte que permitiera llegar a Oriente evitando el océano Atlántico, entonces casi de soberanía exclusiva de los españoles.
Otras empresas inglesas similares llevaron a la creación de la «Levant Company» (en 1581), la «Venice Company» (1583), la «East India Company» (1600), la «Virginia Company» (1609) y la «Hudson's Bay Company» (1670).

## Historia
Los antecedentes de la compañía hay que buscarlos en el deseo de un marino de origen veneciano, Sebastián Caboto, que había estado siempre interesado en hacer un viaje a Asia a través del Ártico. Caboto, tras haber navegado casi toda su vida para el reino de España —habiendo llegado a capitán general y dirigiendo un viaje fracasado a las Indias—, había regresado a Inglaterra en 1547 tras su retiro. Al ya mayor y experimentado navegante, el rey Eduardo VI le concedió una pensión vitalicia y le nombró gran piloto del reino. Caboto convenció entonces al rey que amparara la realización de nuevas exploraciones, auspiciadas por el favor real y con el sufragio de los comerciantes ingleses.

### La Compañía de mercaderes aventureros (1553-1554)

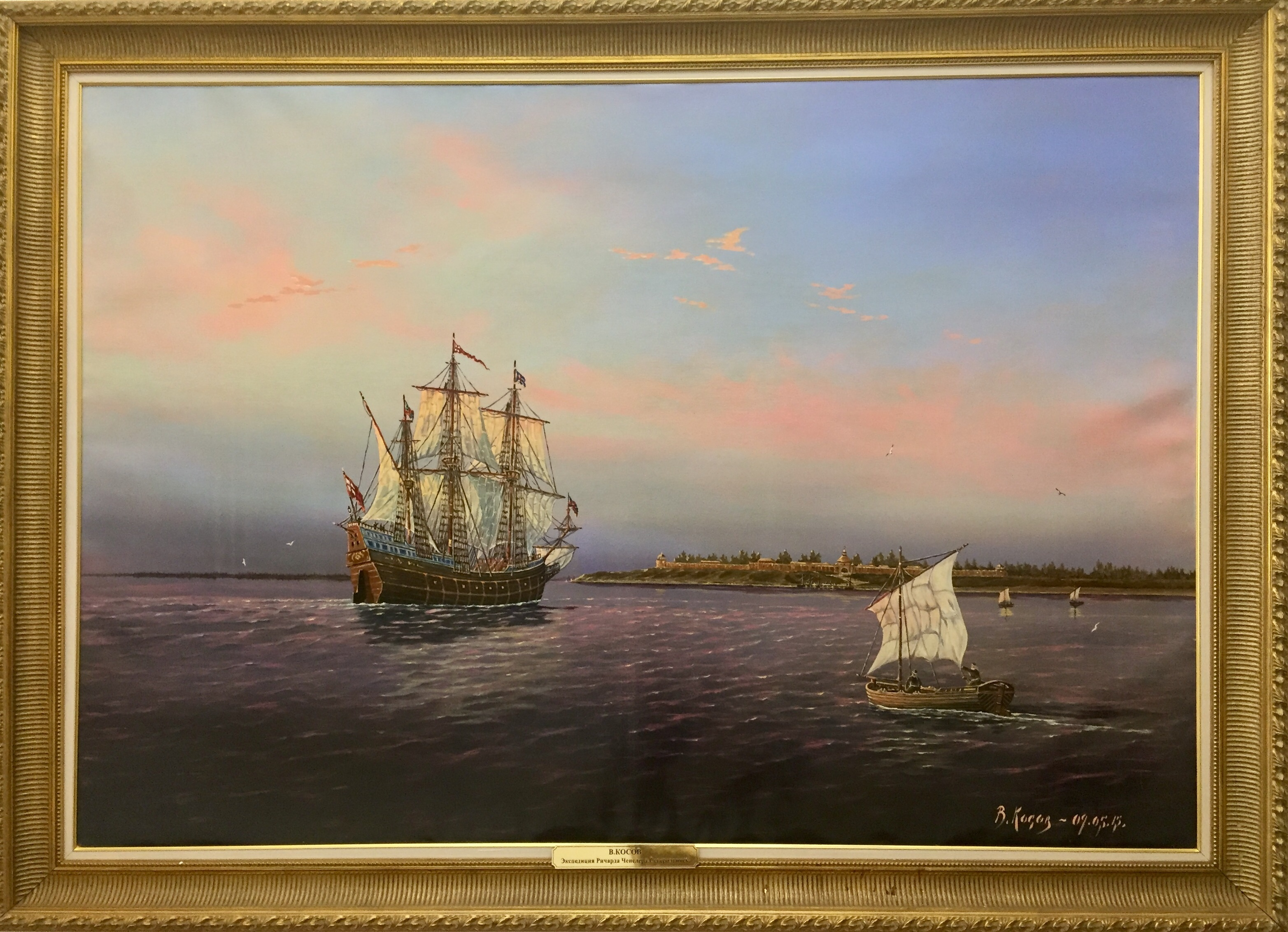
Vladimir Kosov.1553 expedición de Richard Chancellor

En 1551, en Londres, Caboto, como director y Hugh Willoughby y Richard Chancellor como principales comerciantes. fundaron una compañía para desarrollar esa empresa, la «Ministry and Company of Merchant Adventurers for the Discovery of Regions, Dominions, Islands, and Places unknown» [Misterio y Compañía de aventureros mercantes para el descubrimiento de regiones, dominios, islas y lugares desconocidos], una compañía que tenía al duque de Northumberland como principal mecenas y a la que aportaron fondos unos 240 comerciantes (aventureros, inversores que compraron acciones de 25 libras.). Se esperaba con ella no solo descubrir una nueva ruta comercial a Oriente —a Catay (China) y a las Islas de las Especias, las Molucas, ahora parte de Indonesia—, la tan buscada Ruta del Mar del Norte, sino también encontrar nuevos mercados para los paños de lana ingleses.
Se preparó una Carta Real para la compañía bajo el rey Eduardo en 1553, convirtiendo a Sebastian Cabot en su gobernador. Sin embargo, el rey falleció antes de que pudiera ser aprobada. Las circunstancias se describen en la apertura de la Carta de 1566:

varios muy buenos súbditos de este Reino de Inglaterra en el último tramo del reinado del difunto príncipe elevado y poderoso, nuestro Señor Rey Eduardo el sexto, con el aliento gracioso, justo y buen agrado de dicho rey, y por el ejemplo de sus Maiesties Liberall, se juntaron para aventurarse, y para la gloria de Dios, el honor y el aumento de los ingresos de la Corona, y la utilidad de todo el Reino de Inglaterra, pusieron tres barcos para el descubrimiento por mar, de islas, tierras, territorios, dominios y señoríos desconocidos, y por los súbditos de dicho rey difunto no comúnmente por mares frecuentados: y después de eso, Dios Todopoderoso [...] llamó a su presencia a dicho rey, quien murió antes de que terminaran y sellaran sus más amplias y graciosas cartas de privilegio prometidas a los súbditos mencionados...
divers very good Subiects of this Realme of England in the latter end of the reigne of the late right high and mightie prince our Soueraigne Lord king Edward the sixt, at the gracious incouragement and right good liking of the said king, and by his Maiesties liberall example, did at their aduenture, and to their exceeding great charges, and for the glory of God, the honor and increase of the reuenues of the Crowne, and the common vtilitie of the whole Realme of England, set forth three ships for the discoverie by sea, of Iles, lands, territories, dominions and Seigniories vnknowen, and by the Subiects of the sayd late king not commonly by seas frequented: and after that Almightie God [...] called to his mercie the said king, who died before the finishing and sealing of his most ample and gracious letters of priuiledges promised to the sayd Subiects..
The Principal Navigations, Voyages, Traffiques and Discoveries of the English Nation... 

#### Primera expedición
La primera expedición de la compañía se le encomendó a Willoughby, que parece haber sido elegido por su capacidad de liderazgo y, lamentablemente, no tenía mucha experiencia náutica o de navegación. La expedición constaba de tres barcos: el Bona Esperanza (120 toneladas), bajo el mando de Willoughby; el Edward Bonaventure (60 toneladas) , al mando de Chancellor, que actuaba como segundo y como piloto jefe; y el Bona Confidentia (90 toneladas), al mando de Cornelias Durfoorth. 
Los buques partieron de los muelles de Deptford de Londres el 10 (u 11) de mayo de 1553 y un terrible torbellino («terrible whirlwinds») en el mar de Noruega, frente a las islas Lofoten, separó el barco de Chancellor. El 14 de septiembre de 1553 Willoughby logró alcanzar el cabo Norte, cerca de la actual frontera entre Finlandia y Rusia, y puso rumbo Este, internándose en el actual mar de Barents (en ese momento mar de Murmansk) y llegando hasta las costas occidentales de Nueva Zembla. Tras reconocer las costas del archipiélago, emprendieron el regreso a Escandinavia. Próximos a la boca del río Varzina, al este de la actual Múrmansk, los barcos quedaron atrapados en el hielo. Los barcos, y la tripulación, de unos 70 hombres, no estaban preparados para el duro invierno polar, y después de varios intentos fallidos para encontrar auxilio, murieron todos, probablemente por congelación o inhalación de anhídrido carbónico. Los barcos, con las tripulaciones congeladas y el diario del capitán Willoughby, fueron encontrados por unos pescadores rusos al año siguiente. 
A su vez, Chancellor, con el buque Edward Bonaventure, fue más afortunado, navegó alrededor del cabo Norte y a lo largo de la península de Kola y a finales de agosto había encontrado la entrada del mar Blanco, donde los pescadores locales se sorprendieron por el gran tamaño de su buque occidental, logrando echar anclas el 24 de agosto de 1553 en el puerto del Monasterio Nikolo-Korelsky, en el delta del Dviná Septentrional (a unos 35 km al oeste de la actual ciudad portuaria de Arcángel, que sería finalmente fundada en 1584 para prestar servicios al creciente comercio. La región acababa de ser recientemente añadida a  Moscovia.) Chancellor fue recibido por los rusos locales, y cuando el zar Iván el Terrible supo de su, inmediatamente invitó a los exóticos invitados a visitar Moscú para una audiencia en la corte real.
Mientras su tripulación pasaba el invierno en Arcángel, Chancellor hizo el viaje de más de 1000 km a Moscú a través del país cubierto de nieve y hielo. Encontró Moscú muy grande (mucho más grande que Londres) y con construcciones muy primitivas, ya que la mayoría de las casas eran de madera. Sin embargo, el palacio del zar era muy lujoso, así como las cenas que ofreció en honor a Chancellor. Al zar ruso le complacía abrir rutas comerciales marítimas con Inglaterra y otros países, ya que Rusia aún no tenía en esa época una conexión con el mar Báltico y toda la zona era reivindicada por las potencias vecinas de la Mancomunidad de Polonia-Lituania y el Imperio sueco. Además, la Liga Hanseática tenía un monopolio sobre el comercio entre Rusia y Europa Occidental y Central. Chancellor también estaba esperanzado, encontrando un buen mercado para su lana inglesa y augurando una buena recepción de las pieles rusas y otros bienes a cambio. El zar le dio cartas para llevar a Inglaterra de invitación a los comerciantes británicos, prometiéndoles privilegios comerciales.

### Fundación de la Compañía de Moscovia (1555-1556)
Chancellor regresó al mar Blanco en marzo de 1554 y estaba de regreso en Inglaterra en el verano de 1554. El rey Eduardo había muerto, y su sucesora, María I de Inglaterra, había ejecutado a Northumberland para poner en su lugar a Lady Juana Grey. Nada tenía contra Caboto y Chancellor, pero la Compañía de aventureros mercantes cambió su nombre oficialmente por carta real el 26 de febrero de 1555, descrita como: «Marchants Adventurers of England for the Discovery of Lands, Territories, Iles, Dominions and Seigniories Unknowen, and Not before that Late Adventure or Enterprise by Sea or Navigation Commonly Frequented», que será pronto conocida informalmente como «Muscovy Company», «Russia Company», o «Company of Merchants Trading with Russia».
Chancellor fue enviado de nuevo a Rusia al año siguiente, 1555, vía mar Blanco, en el Edward Bonaventura con el Philip and Mary. En ese viaje Chancellor se enteró del trágico destino de Willoughby, recuperó sus papeles y barcos y encontró las notas sobre el descubrimiento de Nueva Zembla. Chancellor pasó el verano de 1555 tratando con el zar, organizando las partidas comerciales y tratando de aprender como podría alcanzar China por la ruta norte.
En 1556, Chancellor partió de regreso a Inglaterra, llevando con él al primer embajador ruso a su país, Ósip Nepeya. Dejaron el puerto del monasterio Nikolo-Korelsky en el otoño, con una flota  compuesta por el Edward Bonadventure, el Philip and Mary y los dos barcos recuperados de Willoughby. En octubre/noviembre, con el invierno próximo, la flota trató de pasar el invierno en el abrigado y profundo fiordo de Trondheim, localizado en la costa nororiental noruega. El Bona Esperanza se hundió, el Bona Confidentia pareció entrar en el fiordo, aunque nunca más se supo de él, y el Philip and Mary invernó con éxito en el interior del fiordo, llegando a Londres el día 18 de abril de la siguiente primavera. El Edward Bonadventure decidió no entrar e intentar llegar a tiempo a la costa oriental escocesa, pero naufragó en Pitslago el 7 de noviembre. Chancellor se ahogó, aunque el enviado ruso sobrevivió, logrando arribar a la costa, donde fue tomado como rehén por los escocesas, llegando unos meses más tarde finalmente a Londres. Luego fue conducido por el vizconde Montagu a Londres, donde en marzo de 1557 fue recibido por una gran procesión encabezada por sir Thomas Offley, Lord Mayor, y conducido por la ciudad hasta su alojamiento designado. Durante los meses de marzo y abril fue festejado por las Compañías de la Ciudad, y con el intercambio de obsequios reales regresó sano y salvo a Moscú. 
Chancellor murió pero había encontrado una nueva manera de llegar por mar a Rusia, y aunque con el tiempo fue sustituida por una mejor, esa ruta permaneció durante años como la única ruta viable para los ingleses. La Compañía de Muscovy comenzó a servir como un importante vínculo entre diplomáticos de Moscovia e Inglaterra, y fue especialmente importante para la en ese momento aislada Moscovia.

### Expediciones de Anthony Jenkinson
Chancellor fue sucedido como principal comerciante de la Compañía de Moscovia por Anthony Jenkinson, que hizo dos importantes viajes: uno tratando de llegar a Catay por tierra desde Moscú, que finalmente se detuvo en Bujará; el otro, entre 1562 y 1579, para establecer por vía terrestre rutas comerciales a través de Rusia con Persia.
En 1566, siendo gobernadores sir William Garrard y sir William Chester,  Isabel I de Inglatterra modificó de nuevo la carta real.
Cuando en 1567 a Moscovia comenzó a irle mal en la ya larga guerra de Livonia (1558-1582), el zar Iván sondeó a Jenkinson sobre la perspectiva de un matrimonio con la reina Elizabeth I de Inglaterra, que le proporcionaría una inestimable alianza y un refugio si el Zar se viese obligado a huir del país. Las negociaciones no dieron resultados y el zar Iván se vio obligado a firmar un alto el fuego con la Mancomunidad de Polonia-Lituania.

### Garantía de la Corona inglesa: caza de la ballena
La Compañía de Moscovia fue garantizada por la Reina Isabel II en 1577. El principal y más rentable motivo fue la caza de la ballena, que llegó a ser la principal actividad de la sociedad anónima, desempeñada en torno a la isla de Spitsbergen, a principios de siglo XVII. 
Inicialmente los ingleses trataron de alejar a sus competidores, pero después de unos pocos años, solamente reclamaron para sí las aguas meridionales de ese archipiélago ártico.
Una nueva travesía emprendida por la Compañía de Moscovia poco después de la muerte de Chancellor, fue otro intento de completar el paso Nordeste, dirigido esta vez por Stephen Burrough. Logró navegar a través de la Puerta de Kara, como se conocía en ese momento el estrecho entre la isla Vaygach y el archipiélago de Nueva Zembla. La Compañía designó representantes o «factores» en Rusia, de ahí el término de «factores británicos» para todo el grupo de agentes británicos.
En 1646, los comerciantes ingleses fueron expulsados de Moscovia, pero el comercio volvió a reanudarse en 1660, con la Restauración inglesa de Carlos II, cuando la compañía también se reorganizó como una empresa regulada. Gozaron de importantes privilegios hasta 1649 y un monopolio en el comercio inglés con Rusia hasta 1698, cuando perdieron sus privilegios debido a la oposición política. La sede de la factoría estuvo hasta 1717 en Moscú, y luego se trasladó a Arcángel. En 1723 la fábrica se trasladó de nuevo, esta vez por decreto imperial, a San Petersburgo.
A mediados de los años 1770, las subvenciones para la caza de la ballena a los buques que enarbolaban la enseña inglesa se incrementaron y se establecieron aranceles a la importación y otras restricciones económicas que limitaban el acceso a los puertos británicos para no británicos y los buques balleneros no ingleses. Esto condujo a una flota ballenera inglesa diez veces mayor. Estas ganancias del Ártico disminuyeron durante la cuarta guerra anglo-holandesa (1780–1784) y las guerras napoleónicas (1795–1802, 1803–1813). En 1816, había 146 balleneros ingleses en las aguas costeras del Ártico, y el número de balleneros siguió disminuyendo en las dos décadas siguientes. En la década de 1840, el gobierno británico suprimió las subvenciones, cediendo el mercado a los balleneros de América y otros países.
Con la expansión del comercio en el siglo XIX, el número de puestos de comercio de la Compañía en Rusia creció, con sedes abiertas en Arcángel, Cronstadt, Moscú y San Petersburgo. La Compañía continuó existiendo hasta la Revolución rusa de 1917. La sede de la central (el llamado Viejo Patio Inglés), construido durante el reinado de Iván IV, no muy lejos del Kremlin de Moscú, fueron visitados por la reina Isabel II en 1994.